# Castell d'Altenklingen

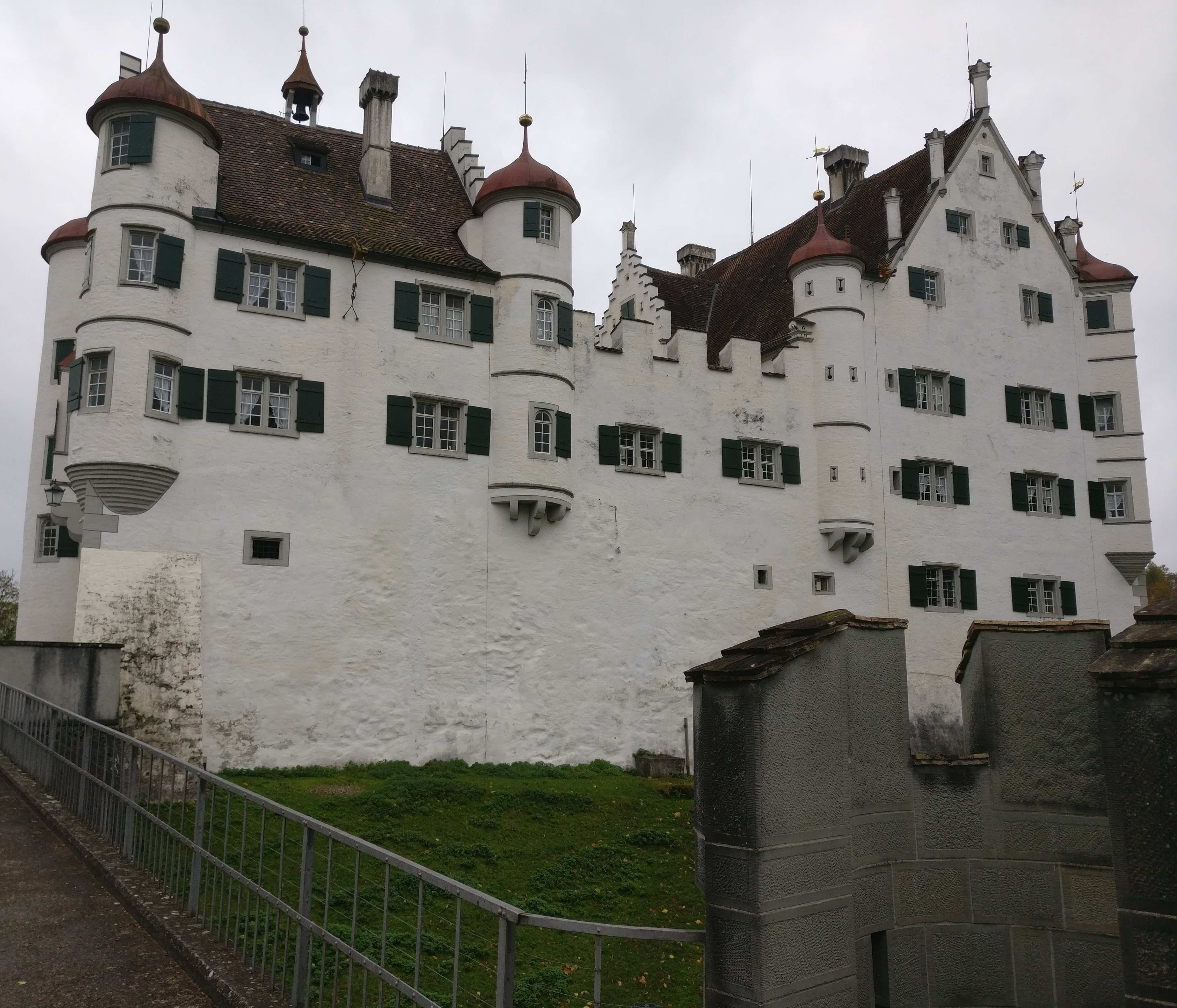
Vista des del pont

El Castell d'Altenklingen és un castell d'estil Renaixement tardà situat al cantó suís de Turgòvia, al municipi de Wigoltingen.
Forma part de l'inventari suís de béns culturals d'interès nacional. Des de 1595, el castell i l'àrea que l'envolta és propietat de la família Zollikofer.